# モンテルの定理
数学の一分野である複素解析学において、モンテルの定理 (Montel's theorem) と呼ばれる、正則関数の族についての2つの定理がある。これらはPaul Montelにちなんで名づけられていて、正則関数の族が正規族となる十分条件を与える。

## 一様有界な族は正規である
定理の第一の（第二よりも単純な）バージョンは、複素平面の開集合上定義された正則関数の一様有界な族は正規族であるというものである。
この定理は形式的には強い次の系を持つ。{\displaystyle {\mathcal {F}}} を開集合 D 上の有理型関数の族とする。z0 ∈ D が {\displaystyle {\mathcal {F}}} が z0 において正規でないようなもので、U ⊂ D が z0 の近傍であれば、{\displaystyle \bigcup _{f\in {\mathcal {F}}}f(U)} は複素平面において稠密である。

## 2つの値を取らない関数
モンテルの定理のより強いバージョン（Fundamental Normality Test と呼ばれることもある）は、正則関数の族は、ある2つの値 a, b ∈ C が存在して、族のどの元も値として a, b を取らないならば、正規族であるというものである。

## 必要性
上記の定理の条件は正規性にとって十分であるが、必要ではない。実際、族 {\displaystyle \{z\mapsto z\}} は正規であるが、取らない複素数値はない。

## 証明
モンテルの定理の第一のバージョンはマーティの定理（族が正規であることとspherical derivativeが局所有界であることは同値）とコーシーの積分公式の直接の結果である。
この定理は、トーマス・ヨアネス・スティルチェス (Thomas Joannes Stieltjes) とウィリアム・フォッグ・オズグッド (William Fogg Osgood) にちなんで、スティルチェス・オズグッドの定理とも呼ばれている。
上に述べた系は以下のように導かれる。{\displaystyle {\mathcal {F}}} のすべての関数はある一点 z1 の近傍を値域に持たないとする。写像 {\displaystyle z\mapsto {\frac {1}{z-z_{1}}}} を前から合成して、一様有界な族を得、これは定理の第一のバージョンによって正規である。
モンテルの定理の第二のバージョンは、単位円板から {\displaystyle \mathbb {C} \setminus \{a,b\}} への正則普遍被覆が存在するという事実を用いて、第一のバージョンから導ける。（そのような被覆は楕円モジュラー関数によって与えられる。）
モンテルの定理のこのバージョンは、Zalcman の補題を用いて、ピカールの定理から導くこともできる。

## 整関数に対する定理との関係
Bloch の原理と呼ばれるヒューリスティックな原理（Zalcman の補題によって正確なものとなる）は、整関数が定数であることを意味する性質は、正則関数の族が正規であることを保証する性質と対応する、と述べている。
例えば、モンテルの定理の第一のバージョンは、リュービルの定理の類似であり、第二のバージョンは、ピカールの定理に対応する。